# 霍元甲
霍 元甲（かく げんこう、Huo Yuanjia（ホ ユェンジャア））、1868年1月18日 - 1910年9月14日）は、中国の中国武術家。

## 人物・来歴
清朝末期、中国直隷省静海県（現在の中華人民共和国天津市付近）出身。字は俊卿。秘宗拳を広めたことでも知られる。
武術家の家系に生まれる。霍家七世。幼い頃は、病弱のため非力で拳名を汚すと、父は武術を教えなかった。そのため父兄の武術練習をこっそりと見学し、独学で功夫を身につけた。
24歳の時に、地元の名手を打ち負かしたことにより、父に認められて、家伝の秘宗拳（別名は燕青拳・迷蹤芸など）を伝授される。1909年には、上海精武体操学校（上海精武体育会の前身）を創設する。また、上海の静安寺路における公開試合に勝利した。陳公哲によると当時、霍元甲は弁髪を結っており、身長170数cm、体重約90kgであった。本来この試合は西洋人レスラーが挑戦者を募ったことが発端であり、霍元甲が対戦する予定であったが、当時この人物は上海をすでに離れており試合には出場していない。
霍元甲は、この試合で日本人武術家に勝ったことで怨みを持たれ、日本人に毒殺されたとの逸話が広く知られているが、これは全くの俗説である。彼の親族や現存する弟子たちの証言によると、この試合はあくまでも友好的なもので過激な内容ではなく、彼は持病の肝硬変により死亡したと証言されている。当時の彼は、生来肝臓を病んでいたことが知られており、「黄面虎」と呼ばれていた。
毒殺説は、小説などにおけるフィクションに過ぎないが、映画等のメディアを通じて広く流布している。霍元甲と共に上海精武体操学校の創設に関わった陳公哲の回想録『精武会50年』（『精武会五十年-武術発展史』1957年）には、日本人との友好試合で、霍元甲の対戦相手が不幸にも腕を負傷したこと、霍元甲が日本人の売薬を服用した際に病状が悪くなったことが記されている。この記述は前述の俗説とともに映画（『ドラゴン怒りの鉄拳』など）のストーリーに影響を与えているが、陳公哲は日本人との交流は友好的なものであったと明記しており、霍元甲の死因は肺を痛めたことによる喀血病としている。

## 関連作品

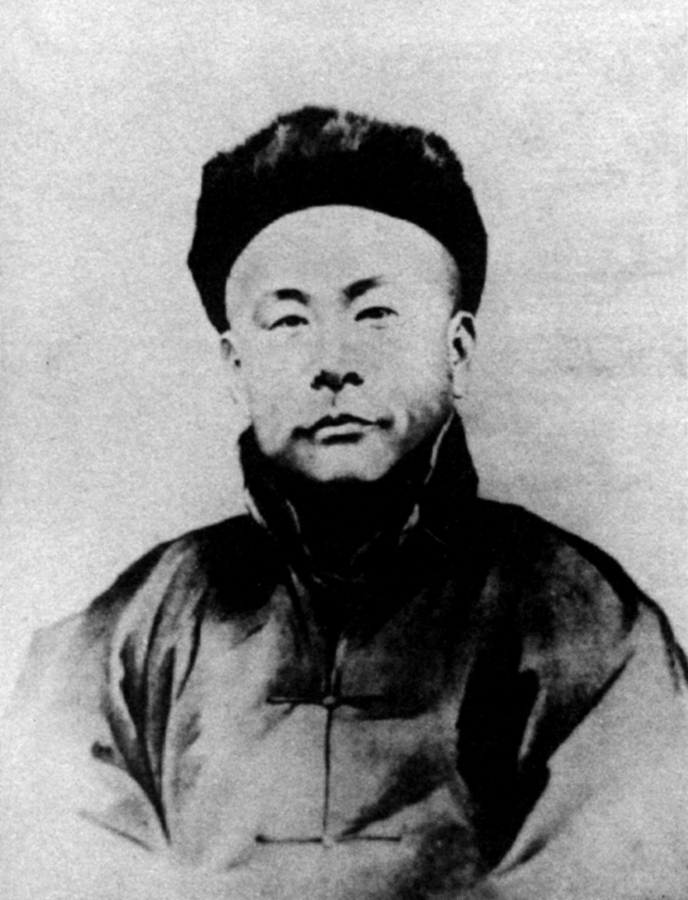
霍元甲

### 映画
- 激突! キング・オブ・カンフー（原題：霍元甲、1982年、香港、演：レオン・カーヤン）
- THE SPIRIT 怒りの正拳（原題：無敵小子霍元甲、2005年、香港、演：シュー・シャオロン）
- SPIRIT（原題：霍元甲、2006年、香港・米国、演：ジェット・リー）
撮影時、霍元甲が死亡した年齢と同じ年齢のジェット・リー が主役を演じ、中村獅童が日本人武術家役でも出演した。さらに、ジェット・リーが熱望して実現したジェイ・チョウによる同名主題歌もヒットした。
- カンフーリーグ（原題：功夫聯盟、2018年、中国、演：アンディ・オン）
- マスター・オブ・カンフー（原題：功夫宗師霍元甲、2020年、中国、演：フー・グオファン）

### ドラマ
- 大俠霍元甲（1981年、香港、演：黃元申）日本未公開
- 精武門（原題：精武門、1995年、香港、演：エディ・コー）
- 中華英雄伝（原題：霍元甲、2001年、台湾・香港、演：チウ・マンチェク）